# Club Jorge Wilstermann
Club Deportivo Jorge Wilstermann jest największym klubem piłkarskim w mieście Cochabamba, trzecim co do wielkości w Boliwii. Nazwa klubu wywodzi się od sławnego lotnika boliwijskiego Jorge Wilstermanna.
Należy do grupy ośmiu klubów południowoamerykańskich, które zagrały w historycznej pierwszej edycji Copa Libertadores w roku 1960.

## Sukcesy
- Mistrzostwo Boliwii (10 razy): 1958, 1959, 1960, 1967, 1972, 1973, 1980, 1981, 2000, 2006 Clausura